# Kepler-20e
Kepler-20e é um planeta descoberto pela Missão Kepler (da Nasa) e confirmado no dia 19 de dezembro de 2011. O 20e é um planeta com similaridade ao tamanho da Terra. Este planeta (também denominado de exoplaneta) orbita a estrela Kepler-20 e esta situado a quase mil anos-luz da Terra, localizado na constelação de Lyra. Sua orbita em relação a estrela corresponde a cada 6,1 dias e a uma distância de 7,6 milhões de quilômetros.
O Kepler-20e, juntamente com o Kepler-20f, são os primeiros de tamanho similar ao da Terra encontrado após o lançamento da missão.
O planeta tem a possibilidade de ter o núcleo ferroso e manto, ou seja, ser sólido. Kepler-20e é um pouco menor que Vênus e possui 0,87 vezes o raio da Terra e sua temperatura superficial ser de 760ºC.